# Quản gia (chương trình truyền hình)
Quản gia (tiếng Hàn: 집사부일체); viết tắt (Jipsabu) là chương trình thực tế phát sóng trên đài SBS thứ Bảy mỗi tuần lúc 18:25 (KST) từ ngày 31 tháng 12, 2017.

## Tổng quan
Các thành viên sẽ dành 2 ngày 1 đêm cùng với  các nhân vật thành công thuộc các lĩnh vực khác nhau, được gọi là Sư phụ (tiếng Hàn: 사부) và tìm hiểu về cuộc sống của họ, với hy vọng có được những bài học giá trị thông qua lối sống và quan điểm sống của sư phụ. Ngoài ra còn có các chủ nhà chỉ xuất hiện và dành thời gian với các thành viên chỉ trong 1 ngày.

## Thành viên

### Thành viên hiện tại
| Tên           | Các tập | Ghi chú |
| ------------- | ------- | ------- |
| Lee Seung-gi  | 1-nay   |         |
| Yang Se-hyung | 1-nay   |         |
| Kim Dong-hyun | 114-nay | [ 2 ]   |
| Eun Ji Won    | 216-nay |         |

### Thành viên trước đây
| Tên                  | Ghi chú | Các tập        |
| -------------------- | ------- | -------------- |
| Lee Sang-yoon        |         | 1-111          |
| Yook Sung-jae (BtoB) |         | 1-111          |
| Shin Sung-rok        | [ 3 ]   | 85-86, 102-177 |
| Cha Eun-woo (Astro)  | [ 2 ]   | 116-177        |
| Yoo Su Bin           |         | 180-215        |

### Thực tập sinh một ngày
| Tên                                          | Các tập  | Ghi chú |
| -------------------------------------------- | -------- | ------- |
| Lee Hong-gi (F.T. Island), Yoon Bo-ra, Crush | 62       |         |
| Shin Sung-rok                                | 85-86    |         |
| Ong Seong-wu                                 | 112-113  |         |
| Kim Dong-hyun                                | 114-117  |         |
| Lee Jin-hyuk (UP10TION)                      | 114-115  |         |
| Cha Eun-woo (Astro)                          | 116-117  |         |
| Park Goon                                    | 178-179  |         |
| Jeon Seok-ho                                 | 185-186  |         |
| Gree                                         | 193      |         |
| Hwang Je-sung                                | 197, 199 |         |

### Thay đổi thành viên
Ngày 29 tháng 12, 2019, Shin Sung-rok thông báo tham gia chương trình với tư cách thành viên chính thức, bắt đầu từ tập phát sóng vào ngày 12 tháng 01, 2020. Việc này đánh dấu đây là show truyền hình đầu tiên anh tham gia với tư cách thành viên cố định trong sự nghiệp của mình.
Ngày 12 tháng 02, 2020, Lee Sang-yoon và Yook Sung-jae thông báo rời chương trình sau khi kết thúc ghi hình tập 111.
Ngày 21 tháng 04, 2020, Kim Dong-hyun và Cha Eun-woo xác nhận tham gia chương trình với tư cách thành viên cố định, tập đầu tiên của họ được phát sóng vào giữa tháng 5.
Ngày 10 tháng 06, 2021, Shin Sung-rok và Cha Eun-woo thông báo rời chương trình, và xuất hiện lần cuối trong tập 177.
Ngày 28 tháng 06, 2021, Yoo Su-bin xác nhận tham gia chương trình với tư cách thành viên cố định, và xuất hiện lần đầu trong tập ngày 11 tháng Tư.

## Danh sách các tập (2017–2018)
| Tập. | Ngày phát sóng                                                                             | Sư phụ #                                                                                   | (Các) sư phụ (Nghề nghiệp)                                                                 | Ghi chú |
| ---- | ------------------------------------------------------------------------------------------ | ------------------------------------------------------------------------------------------ | ------------------------------------------------------------------------------------------ | --- |
| 1    | 31 Tháng 12, 2017                                                                          | 1                                                                                          | Jeon In-kwon (Ca sĩ-Nhạc sĩ)                                                               | - Giới thiệu các thành viên - Cuộc gọi gợi ý từ: Cho Jae-hyun - Xuất hiện đặc biệt qua điện thoại: Twice                                                                                |
| 2    | 7 Tháng 1, 2018                                                                            | 1                                                                                          | Jeon In-kwon (Ca sĩ-Nhạc sĩ)                                                               | — |
| 3    | 14 Tháng 1, 2018                                                                           | 1                                                                                          | Jeon In-kwon (Ca sĩ-Nhạc sĩ)                                                               | — |
| 4    | 21 Tháng 1, 2018                                                                           | 2                                                                                          | Lee Dae-ho (Vận động viện bóng chày)                                                       | — |
| 5    | 28 Tháng 1, 2018                                                                           | 2                                                                                          | Lee Dae-ho (Vận động viện bóng chày)                                                       | — |
| 6    | 4 Tháng 2, 2018                                                                            | 3                                                                                          | Choi Bool-am (Diễn viên)                                                                   | - Cuộc gọi gợi ý từ: Taeyang (Big Bang) |
| 7    | 11 Tháng 2, 2018                                                                           | 3                                                                                          | Choi Bool-am (Diễn viên)                                                                   | — |
| —    | Không phát sóng vào ngày 18 Tháng 2, 2018 do phát sóng trực tiếp Thế vận hội Mùa đông 2018 | Không phát sóng vào ngày 18 Tháng 2, 2018 do phát sóng trực tiếp Thế vận hội Mùa đông 2018 | Không phát sóng vào ngày 18 Tháng 2, 2018 do phát sóng trực tiếp Thế vận hội Mùa đông 2018 | Không phát sóng vào ngày 18 Tháng 2, 2018 do phát sóng trực tiếp Thế vận hội Mùa đông 2018                                                                                              |
| 8    | 25 Tháng 2, 2018                                                                           | 4                                                                                          | Youn Yuh-jung (Diễn viên)                                                                  | - Thời gian phát sóng dời xuống 16:50 (KST) thay vì 18:20 như thường lệ vì phát sóng lễ bế mạc Thế vận hội Mùa đông 2018.                                                               |
| 9    | 4 Tháng 3, 2018                                                                            | 4                                                                                          | Youn Yuh-jung (Diễn viên)                                                                  | — |
| 10   | 11 Tháng 3, 2018                                                                           | 5                                                                                          | Lee Seung-hoon (Vận động viên trượt băng)                                                  | — |
| 11   | 18 Tháng 3, 2018                                                                           | 5                                                                                          | Lee Seung-hoon (Vận động viên trượt băng)                                                  | - Tường thuật đặc biệt bởi Bae Sung-jae |
| 12   | 25 Tháng 3, 2018                                                                           | 6                                                                                          | BoA (Ca sĩ)                                                                                | - Cuộc gọi gợi ý từ: Yoo Hae-jin - Xuất hiện đặc biệt: NCT |
| 13   | 1 Tháng 4, 2018                                                                            | 6                                                                                          | BoA (Ca sĩ)                                                                                | — |
| 14   | 8 Tháng 4, 2018                                                                            | 7                                                                                          | Park Hang-seo (Huấn luyện viên hiện tại của Đội tuyển bóng đá quốc gia Việt Nam)           | - Các thành viên bay đến Hà Nội, Việt Nam để ghi hình |
| 15   | 15 Tháng 4, 2018                                                                           | 7                                                                                          | Park Hang-seo (Huấn luyện viên hiện tại của Đội tuyển bóng đá quốc gia Việt Nam)           | - Các thành viên bay đến Hà Nội, Việt Nam để ghi hình |
| 16   | 22 Tháng 4, 2018                                                                           | 7                                                                                          | Park Hang-seo (Huấn luyện viên hiện tại của Đội tuyển bóng đá quốc gia Việt Nam)           | - Các thành viên bay đến Hà Nội, Việt Nam để ghi hình |
| 16   | 22 Tháng 4, 2018                                                                           | 8                                                                                          | Cha In-pyo (Diễn viên, Đạo diễn)                                                           | — |
| 17   | 29 Tháng 4, 2018                                                                           | 8                                                                                          | Cha In-pyo (Diễn viên, Đạo diễn)                                                           | — |
| 18   | 6 Tháng 5, 2018                                                                            | 8                                                                                          | Cha In-pyo (Diễn viên, Đạo diễn)                                                           | - Xuất hiện đặc biệt qua cuộc gọi: Shin Ae-ra |
| 19   | 13 Tháng 5, 2018                                                                           | 9                                                                                          | Hoà thượng Pomnyun (Nhà sư, Thiền sư, Nhà hoạt động)                                       | - Cuộc gọi gợi ý từ: Han Ji-min |
| 20   | 20 Tháng 5, 2018                                                                           | 9                                                                                          | Hoà thượng Pomnyun (Nhà sư, Thiền sư, Nhà hoạt động)                                       | — |
| 21   | 27 Tháng 5, 2018                                                                           | 10                                                                                         | Lee Sun-hee (Ca sĩ)                                                                        | - Người cho gợi ý: Jeon In-kwon |
| 22   | 3 Tháng 6, 2018                                                                            | 10                                                                                         | Lee Sun-hee (Ca sĩ)                                                                        | - Xuất hiện đặc biệt Lee Geum-hee |
| 23   | 10 Tháng 6, 2018                                                                           | 11                                                                                         | Park Ji-sung (Cầu thủ đã nghỉ hưu)                                                         | - Cuộc gọi gợi ý từ: Yoo Jae-suk - Xuất hiện đặc biệt qua cuộc gọi Kim Min-ji |
| 24   | 17 Tháng 6, 2018                                                                           | 11                                                                                         | Park Ji-sung (Cầu thủ đã nghỉ hưu)                                                         | - Xuất hiện đặc biệt Bae Sung-jae |
| 25   | 24 Tháng 6, 2018                                                                           | 12                                                                                         | Go Doo-shim (Diễn viên)                                                                    | - Cuộc gọi gợi ý từ: Lee Sun-kyun - Xuất hiện đặc biệt Hong Seok-cheon |
| 26   | 1 Tháng 7, 2018                                                                            | 12                                                                                         | Go Doo-shim (Diễn viên)                                                                    | — |
| 27   | 8 Tháng 7, 2018                                                                            | 13                                                                                         | Seol Min-seok (Giảng viên Lịch sử)                                                         | - Cuộc gọi gợi ý từ: Kim Sang-joong |
| 28   | 15 Tháng 7, 2018                                                                           | 13                                                                                         | Seol Min-seok (Giảng viên Lịch sử)                                                         | — |
| 29   | 22 Tháng 7, 2018                                                                           | 14                                                                                         | Lee Deok-hwa (Diễn viên)                                                                   | - Cuộc gọi gợi ý từ: Kim Hee-ae |
| 30   | 29 Tháng 7, 2018                                                                           | 14                                                                                         | Lee Deok-hwa (Diễn viên)                                                                   | — |
| 31   | 5 Tháng 8, 2018                                                                            | 15                                                                                         | Yoo Jun-sang (Diễn viên, Diễn viên nhạc kịch)                                              | - Cuộc gọi gợi ý từ: Suzy - Xuất hiện đặc biệt Seo Eun-kwang (BtoB), Nam Woo-hyun (Infinite) và Hong Eun-hee                                                                            |
| 32   | 12 Tháng 8, 2018                                                                           | 15                                                                                         | Yoo Jun-sang (Diễn viên, Diễn viên nhạc kịch)                                              | - Xuất hiện đặc biệt Kim Beop-rae, Min Young-gi và Um Ki-joon |
| —    | Không phát sóng vào ngày 19 Tháng 8, 2018 do trực tiếp Đại hội thể thao Châu Á 2018        | Không phát sóng vào ngày 19 Tháng 8, 2018 do trực tiếp Đại hội thể thao Châu Á 2018        | Không phát sóng vào ngày 19 Tháng 8, 2018 do trực tiếp Đại hội thể thao Châu Á 2018        | Không phát sóng vào ngày 19 Tháng 8, 2018 do trực tiếp Đại hội thể thao Châu Á 2018 |
| 33   | 26 Tháng 8, 2018                                                                           | 16                                                                                         | Kang San-ae (Ca sĩ nhạc rock-nhạc sĩ)                                                      | - Xuất hiện đặc biệt Chang Kiha (cũng là người cho gợi ý) |
| 34   | 2 Tháng 9, 2018                                                                            | 16                                                                                         | Kang San-ae (Ca sĩ nhạc rock-nhạc sĩ)                                                      | - Xuất hiện đặc biệt Chang Kiha (cũng là người cho gợi ý) |
| 35   | 9 Tháng 9, 2018                                                                            | 17                                                                                         | Shin Ae-ra (Diễn viên)                                                                     | - Xuất hiện đặc biệt: Cha In-pyo (cũng là người cho gợi ý và đưa ra lời mời) - Xuất hiện đặc biệt: Ki Hong Lee ở tập 36 - Các thành viên bay đến Los Angeles, United States để ghi hình |
| 36   | 16 Tháng 9, 2018                                                                           | 17                                                                                         | Shin Ae-ra (Diễn viên)                                                                     | - Xuất hiện đặc biệt: Cha In-pyo (cũng là người cho gợi ý và đưa ra lời mời) - Xuất hiện đặc biệt: Ki Hong Lee ở tập 36 - Các thành viên bay đến Los Angeles, United States để ghi hình |
| 37   | 23 Tháng 9, 2018                                                                           | 17                                                                                         | Shin Ae-ra (Diễn viên)                                                                     | - Xuất hiện đặc biệt: Cha In-pyo (cũng là người cho gợi ý và đưa ra lời mời) - Xuất hiện đặc biệt: Ki Hong Lee ở tập 36 - Các thành viên bay đến Los Angeles, United States để ghi hình |
| 38   | 30 Tháng 9, 2018                                                                           | 17                                                                                         | Shin Ae-ra (Diễn viên)                                                                     | - Xuất hiện đặc biệt: Cha In-pyo (cũng là người cho gợi ý và đưa ra lời mời) - Xuất hiện đặc biệt: Ki Hong Lee ở tập 36 - Các thành viên bay đến Los Angeles, United States để ghi hình |
| 39   | 7 Tháng 10, 2018                                                                           | 18                                                                                         | Kim Byung-man (Diễn viên hài)                                                              | - Cuộc gọi gợi ý từ: Lee Soo-geun |
| 40   | 14 Tháng 10, 2018                                                                          | 18                                                                                         | Kim Byung-man (Diễn viên hài)                                                              | — |
| 41   | 21 Tháng 10, 2018                                                                          | 19                                                                                         | Lee Moon-sae (Ca sĩ)                                                                       | - Cuộc gọi gợi ý từ: Noh Sa-yeon |
| 42   | 28 Tháng 10, 2018                                                                          | 19                                                                                         | Lee Moon-sae (Ca sĩ)                                                                       | — |
| —    | Không phát sóng vào ngày 4 Tháng 11, 2018 do trực tiếp trận đấu Giải đấu KBO               | Không phát sóng vào ngày 4 Tháng 11, 2018 do trực tiếp trận đấu Giải đấu KBO               | Không phát sóng vào ngày 4 Tháng 11, 2018 do trực tiếp trận đấu Giải đấu KBO               | Không phát sóng vào ngày 4 Tháng 11, 2018 do trực tiếp trận đấu Giải đấu KBO |
| 43   | 11 Tháng 11, 2018                                                                          | 20                                                                                         | Noh Hee-young (Chiến lược gia thương hiệu, CEO của YG Foods)                               | - Cuộc gọi gợi ý từ: Ha Jung-woo - Chủ nhà 1 ngày đầu tiên |
| 44   | 18 Tháng 11, 2018                                                                          | 21                                                                                         | Kim Soo-mi (Diễn viên)                                                                     | - Cuộc gọi gợi ý từ: Shin Dong-yup |
| 45   | 25 Tháng 11, 2018                                                                          | 21                                                                                         | Kim Soo-mi (Diễn viên)                                                                     | - Xuất hiện đặc biệt qua cuộc gọi Yang Se-chan |
| 46   | 2 Tháng 12, 2018                                                                           | 22                                                                                         | Son Ye-jin (Diễn viên)                                                                     | - Cuộc gọi gợi ý từ: Gong Hyo-jin |
| 47   | 9 Tháng 12, 2018                                                                           | 22                                                                                         | Son Ye-jin (Diễn viên)                                                                     | — |
| 48   | 16 Tháng 12, 2018                                                                          | 23                                                                                         | Lee Soon-jae (Diễn viên)                                                                   | - Cuộc gọi gợi ý từ: Lee Seo-jin |
| 49   | 23 Tháng 12, 2018                                                                          | 23                                                                                         | Lee Soon-jae (Diễn viên)                                                                   | — |
| 50   | 30 Tháng 12, 2018                                                                          | 24                                                                                         | Yoo Min-sang Kim Jun-hyun Kim Min-kyung Moon Se-yoon (Diễn viên hài)                       | - Tập đặc biệt kết thúc năm |

## Danh sách các tập (2019)
| Tập. | Ngày phát sóng | Sư phụ # | (Các) sư phụ (Nghề nghiệp) | Ghi chú |
| ---- | --- | --- | --- | --- |
| 51   | 6 Tháng 1, 2019 | 25 | Sean (thành viên củaJinusean, rapper)                                                                                           | - Xuất hiện đặc biệt Jung Hye-young - Xuất hiện đặc biệt qua video Yoo Byung-jae, Hwang Kwang-hee (ZE:A), Ham Chun-ho và Wanna One (Ong Seong-wu, Kim Jae-hwan)                                                             |
| 52   | 13 Tháng 1, 2019 | 26 | Choi Min-soo (Diễn viên) | - Cuộc gọi gợi ý từ: Kang Ho-dong |
| 53   | 20 Tháng 1, 2019 | 26 | Choi Min-soo (Diễn viên) | - Xuất hiện đặc biệt June Kang |
| 54   | 27 Tháng 1, 2019 | 27 | Lee Yeon-bok (Đầu bếp) | - Cuộc gọi gợi ý từ: Heechul (Super Junior) - Xuất hiện đặc biệt qua cuộc gọi Lee Sun-hee, Park Ji-sung, Jeon In-kwon, Kim Soo-mi, Kang San-ae, Lee Deok-hwa và Lee Dae-ho - Xuất hiện đặc biệt Kim Soo-mi và Jeon In-kwon. |
| 55   | 3 Tháng 2, 2019 | 27 | Lee Yeon-bok (Đầu bếp) | - Xuất hiện đặc biệt Kim Soo-mi, Jeon In-kwon, Kang San-ae, Kim Poong, Zhang Yu'an và Wang Yuk-sung |
| 56   | 10 Tháng 2, 2019 | 28 | Lee Sang-hwa (Vận động viên trượt băng)                                                                                         | - Cuộc gọi gợi ý từ: Hong Jin-young |
| 57   | 17 Tháng 2, 2019 | 28 | Lee Sang-hwa (Vận động viên trượt băng)                                                                                         | — |
| 58   | 24 Tháng 2, 2019 | 29 | Yoo Se-yoon (Diễn viên hài, host, UV,nhà văn, đạo diễn MV, CEO của công ty quảng cáo)                                           | - Cuộc gọi gợi ý từ: You Hee-yeol - Xuất hiện đặc biệt Muzie |
| 59   | 3 Tháng 3, 2019 | 29 | Yoo Se-yoon (Diễn viên hài, host, UV,nhà văn, đạo diễn MV, CEO của công ty quảng cáo)                                           | - Xuất hiện đặc biệt Muzie |
| 60   | 10 Tháng 3, 2019 | 30 | Park Jin-young (Ca sĩ-Nhạc sĩ, nhà sản xuất âm nhạc, CEO của JYP Entertainment)                                                 | - Cuộc gọi gợi ý từ: Rain - Xuất hiện đặc biệt ITZY |
| 61   | 17 Tháng 3, 2019 | 30 | Park Jin-young (Ca sĩ-Nhạc sĩ, nhà sản xuất âm nhạc, CEO của JYP Entertainment)                                                 | - Xuất hiện đặc biệt ITZY |
| 62   | 24 Tháng 3, 2019 | 31 | Kang Hyung-wook (Doanh nhân, Huấn luyện chó)                                                                                    | - Xuất hiện đặc biệt (với tư cách thực tập sinh 1 ngày): Lee Hong-gi (F.T. Island), Yoon Bo-ra và Crush |
| 63   | 31 Tháng 3, 2019 | 31 | Kang Hyung-wook (Doanh nhân, Huấn luyện chó)                                                                                    | — |
| 64   | 7 Tháng 4, 2019 | 32 | Yang Hee-eun (Ca sĩ) | - Cuộc gọi gợi ý từ: Kim Sook |
| 65   | 14 Tháng 4, 2019 | 32 | Yang Hee-eun (Ca sĩ) | - Xuất hiện đặc biệt: Yang Hee-kyung - Chương trình được livestream trên Naver, V Live vào ngày 26 Tháng 3, 2019 và có Sejeong (Gugudan) là khách mời                                                                       |
| 66   | 21 Tháng 4, 2019 | 33 | Jeon Yu-seong (Nhạc sĩ) | - Cuộc gọi gợi ý từ: Lee Young-ja - Xuất hiện đặc biệt qua cuộc gọi: Jo Se-ho |
| 67   | 28 Tháng 4, 2019 | 33 | Jeon Yu-seong (Nhạc sĩ) | - Xuất hiện đặc biệt: Lee Bong-won và Kim Soo-yong |
| 68   | 5 Tháng 5, 2019 | 34 | Bae Mong-gi Hong Beom-seok Cho Myung-soo Lee Jin-hee (Lính cứu hoả)                                                             | - Tập đặc biệt nhân Ngày cứu hoả quốc tế |
| 69   | 12 Tháng 5, 2019 | 34 | Bae Mong-gi Hong Beom-seok Cho Myung-soo Lee Jin-hee (Lính cứu hoả)                                                             | - Tập đặc biệt nhân Ngày cứu hoả quốc tế |
| 70   | 19 Tháng 5, 2019 | 35 | Jung Doo-hong (Đạo diễn hành động, điều phối viên đóng thế, diễn viên)                                                          | - Cuộc gọi gợi ý từ: Lee Byung-hun |
| 71   | 26 Tháng 5, 2019 | 35 | Jung Doo-hong (Đạo diễn hành động, điều phối viên đóng thế, diễn viên)                                                          | — |
| 72   | 2 Tháng 6, 2019 | 36 | Lee Seo-jin (Diễn viên) | - Kỳ nghỉ Khai sáng - Các thành viên bay đến Aomori, Nhật Bản để ghi hình |
| 73   | 9 Tháng 6, 2019 | 36 | Lee Seo-jin (Diễn viên) | - Kỳ nghỉ Khai sáng - Các thành viên bay đến Aomori, Nhật Bản để ghi hình |
| 74   | 16 Tháng 6, 2019 | 37 | Ihn Yo-han / John Alderman Linton (Chủ tịch Quỹ về chăm sóc sức khỏe quốc tế Hàn Quốc, giảng viên tại Đại học Yonsei Đại học Y) | - Video gợi ý từ: Lee Guk-jong |
| 75   | 23 Tháng 6, 2019 | 37 | Ihn Yo-han / John Alderman Linton (Chủ tịch Quỹ về chăm sóc sức khỏe quốc tế Hàn Quốc, giảng viên tại Đại học Yonsei Đại học Y) | — |
| 75   | 23 Tháng 6, 2019 | 38 | Bernard Werber (Nhà văn) | - Xuất hiện đặc biệt Robin Deiana - Không phát sóng vào ngày 30 Tháng 6, 2019 do trực tiếp Gặp gỡ Triều Tiên-Hàn Quốc-Hoa Kỳ tại DMZ 2019                                                                                   |
| 76   | 7 Tháng 7, 2019 | 38 | Bernard Werber (Nhà văn) | - Xuất hiện đặc biệt Robin Deiana - Không phát sóng vào ngày 30 Tháng 6, 2019 do trực tiếp Gặp gỡ Triều Tiên-Hàn Quốc-Hoa Kỳ tại DMZ 2019                                                                                   |
| 77   | 14 Tháng 7, 2019 | 39 | Jang Yoon-jeong (Ca sĩ nhạc trot)                                                                                               | - Cuộc gọi gợi ý từ: Son Hyun-joo |
| 78   | 21 Tháng 7, 2019 | 39 | Jang Yoon-jeong (Ca sĩ nhạc trot)                                                                                               | - Xuất hiện đặc biệt So Yu-mi, Namoo, YoungTak, YunHee và Kim Bbak Gu |
| 79   | 28 Tháng 7, 2019 | 40 | Chung Jung-yong (Huấn luyện viên hiện tại của Đội tuyển bóng đá quốc gia U20 Hàn Quốc)                                          | - Xuất hiện đặc biệt Hwang Tae-hyeon, Oh Se-hun và Um Won-sang |
| 80   | 4 Tháng 8, 2019 | 41 | Choi Soo-jong (Diễn viên) | - Xuất hiện đặc biệt qua cuộc gọi: Jo Dal-hwan, Lee Hong-gi (F.T. Island) và Peniel (BtoB) - Xuất hiện đặc biệt: Lee Deok-hwa                                                                                               |
| 81   | 11 Tháng 8, 2019 | 41 | Choi Soo-jong (Diễn viên) | - Xuất hiện đặc biệt Lee Deok-hwa |
| 82   | 18 Tháng 8, 2019 | 42 | Hur Jae (Huấn luyện viên bóng rổ)                                                                                               | — |
| 83   | 25 Tháng 8, 2019 | 43 | Noh Sa-yeon Lee Moo-song (Ca sĩ)                                                                                                | — |
| 84   | 1 Tháng 9, 2019 | 43 | Noh Sa-yeon Lee Moo-song (Ca sĩ)                                                                                                | - Xuất hiện đặc biệt Noh Sa-bong và Han Sang-jin |
| 85   | 8 Tháng 9, 2019 | 44 | Park Ji-woo J Black (Dancers)                                                                                                   | - Người cho gợi ý: Cho Jung-sik - Xuất hiện đặc biệt: Shin Sung-rok (với tư cách học sinh 1 ngày) |
| 86   | 15 Tháng 9, 2019 | 44 | Park Ji-woo J Black (Dancers)                                                                                                   | - Xuất hiện đặc biệt: Shin Sung-rok (với tư cách học sinh 1 ngày) |
| 87   | 22 Tháng 9, 2019 | 45 | Shin Seung-hwan Jang Na-ra Yoo Byung-jae Peniel (BtoB) (Ca sĩ)                                                                  | - Tập đặc biệt: Bạn bè là những người thầy của tôi |
| 88   | 29 Tháng 9, 2019 | 45 | Shin Seung-hwan Jang Na-ra Yoo Byung-jae Peniel (BtoB) (Ca sĩ)                                                                  | - Tập đặc biệt: Bạn bè là những người thầy của tôi |
| 89   | 6 Tháng 10, 2019 | 46 | Jung Chan-sung (Võ sĩ hỗn hợp, kickboxer)                                                                                       | - Xuất hiện đặc biệt Julien Kang |
| 90   | 13 Tháng 10, 2019 | 46 | Jung Chan-sung (Võ sĩ hỗn hợp, kickboxer)                                                                                       | - Xuất hiện đặc biệt Julien Kang |
| 91   | 20 Tháng 10, 2019 | 47 | Park Chan-ho (Vận động viên bóng chày đã nghỉ hưu)                                                                              | — |
| 92   | 27 Tháng 10, 2019 | 47 | Park Chan-ho (Vận động viên bóng chày đã nghỉ hưu)                                                                              | - Xuất hiện đặc biệt qua cuộc gọi Pak Se-ri - Xuất hiện đặc biệt Lee Seung-yuop |
| 93   | 3 Tháng 11, 2019 | 48 | Kim Gun-mo (Ca sĩ-Nhạc sĩ) | - Cuộc gọi gợi ý từ: Kim Jong-min (Koyote) |
| 94   | 10 Tháng 11, 2019 | 48 | Kim Gun-mo (Ca sĩ-Nhạc sĩ) | — |
| —    | Không phát sóng vào ngày 17 Tháng 11, 2019 do trực tiếp vòng chung kết giữa Hàn Quốc và Nhật Bản 2019 WBSC Premier12 | Không phát sóng vào ngày 17 Tháng 11, 2019 do trực tiếp vòng chung kết giữa Hàn Quốc và Nhật Bản 2019 WBSC Premier12 | Không phát sóng vào ngày 17 Tháng 11, 2019 do trực tiếp vòng chung kết giữa Hàn Quốc và Nhật Bản 2019 WBSC Premier12            | Không phát sóng vào ngày 17 Tháng 11, 2019 do trực tiếp vòng chung kết giữa Hàn Quốc và Nhật Bản 2019 WBSC Premier12 |
| 95   | 24 Tháng 11, 2019 | 49 | Lee Young-ae (Diễn viên) | - Video gợi ý từ: Park Chan-wook |
| 96   | 1 Tháng 12, 2019 | 49 | Lee Young-ae (Diễn viên) | - Xuất hiện đặc biệt qua cuộc gọi Park Na-rae, Suzy và Jang Seo-hee |
| 97   | 8 Tháng 12, 2019 | 50 | Kim Byung-man (Diễn viên hài)                                                                                                   | - Các thành viên bay đến New Zealand để ghi hình - Kim Byung-man là Chủ nhà lần 2 đầu tiên của chương trình |
| 98   | 15 Tháng 12, 2019 | 50 | Kim Byung-man (Diễn viên hài)                                                                                                   | - Các thành viên bay đến New Zealand để ghi hình - Kim Byung-man là Chủ nhà lần 2 đầu tiên của chương trình |
| 99   | 22 Tháng 12, 2019 | 50 | Kim Byung-man (Diễn viên hài)                                                                                                   | - Các thành viên bay đến New Zealand để ghi hình - Kim Byung-man là Chủ nhà lần 2 đầu tiên của chương trình |

## Danh sách các tập (2020)
| Tập. | Ngày phát sóng | Sư phụ # | (Các) sư phụ (Nghề nghiệp) | Ghi chú |
| ---- | -------------- | -------- | --- | --- |
| 101  | 5 Tháng 1      | 51       | Jang Joon-hwan, Moon So-ri (Đạo diễn phim), (Diễn viên, Biên kịch, Đạo diễn)                                                                           | — |
| 102  | 12 Tháng 1     | 52       | Jang Jin-woo (Huấn luyện viên của đội cổ vũ đại diện quốc gia Hàn Quốc)                                                                                | - Shin Sung-rok tham gia chương trình với tư cách là thành viên cố định |
| 103  | 19 Tháng 1     | 52       | Jang Jin-woo (Huấn luyện viên của đội cổ vũ đại diện quốc gia Hàn Quốc)                                                                                | - Xuất hiện đặc biệt: Shin Soo-ji |
| 104  | 26 Tháng 1     | 53       | Pak Se-ri, Choi Byung-chul, Kim Dong-hyun, Cho Jun-ho, Kwak Yoon-gy (Vận động viên)                                                                    | — |
| 105  | 2 Tháng 2      | 53       | Pak Se-ri, Choi Byung-chul, Kim Dong-hyun, Cho Jun-ho, Kwak Yoon-gy (Vận động viên)                                                                    | - Xuất hiện đặc biệt: Cho Jung-sik |
| 106  | 9 Tháng 2      | 54       | Kim Nam-gil (Diễn viên) | - Cuộc gọi gợi ý từ: Jeon Do-yeon |
| 107  | 16 Tháng 2     | 54       | Kim Nam-gil (Diễn viên) | — |
| 108  | 23 Tháng 2     | 55       | Park Hyun-bin, Hong Jin-young (Ca sĩ nhạc Trot) | — |
| 109  | 1 Tháng 3      | 55       | Park Hyun-bin, Hong Jin-young (Ca sĩ nhạc Trot) | - Xuất hiện đặc biệt: Ha Chun-hwa, Hyun Sook và Jin Sung |
| 110  | 8 Tháng 3      | 56       | Lee Se-dol (Tuyển thủ chuyên nghiệp môn Cờ vây đã nghỉ hưu)                                                                                            | - Xuất hiện đặc biệt qua cuộc gọi video: Oh My Girl |
| 111  | 15 Tháng 3     | 56       | Lee Se-dol (Tuyển thủ chuyên nghiệp môn Cờ vây đã nghỉ hưu)                                                                                            | - Tập cuối cùng của Lee Sang-yoon và Yook Sung-jae trước khi tốt nghiệp khỏi chương trình - Xuất hiện đặc biệt qua video: Park Ji-sung, Jang Yoon-jeong và Shin Ae-ra |
| 112  | 22 Tháng 3     | 57       | Kim Deok-soo (nhạc sĩ Samul nori) | - Thực tập sinh 1 ngày: Ong Seong-wu - Xuất hiện đặc biệt trong tập 113: Daniel Lindemann và Sam Okyere |
| 113  | 29 Tháng 3     | 57       | Kim Deok-soo (nhạc sĩ Samul nori) | - Thực tập sinh 1 ngày: Ong Seong-wu - Xuất hiện đặc biệt trong tập 113: Daniel Lindemann và Sam Okyere |
| 114  | 5 Tháng 4      | 58       | Sean Lee, Park Kyung-hwa, Lim Ji-ho (Huấn luyện viên thể dục, vận động viên thể hình), (CEO của Hiệp hội tư vấn tâm lý nghệ thuật Hàn Quốc), (Đầu bếp) | - Tập đặc biệt rèn luyện sức khỏe - Thực tập sinh 1 ngày: Kim Dong-hyun, Lee Jin-hyuk (UP10TION) |
| 115  | 12 Tháng 4     | 58       | Sean Lee, Park Kyung-hwa, Lim Ji-ho (Huấn luyện viên thể dục, vận động viên thể hình), (CEO của Hiệp hội tư vấn tâm lý nghệ thuật Hàn Quốc), (Đầu bếp) | - Tập đặc biệt rèn luyện sức khỏe - Thực tập sinh 1 ngày: Kim Dong-hyun, Lee Jin-hyuk (UP10TION) |
| 116  | 19 Tháng 4     | 59       | Nhân viên sản xuất của Unanswered Questions, các phát thanh viên thời sự của SBS Eight O'Clock News, các nhà sản xuất chương trình tạp kỹ đài SBS.     | - Tập đặc biệt phỏng vấn thực tập sinh SBS. - Thực tập sinh 1 ngày: Kim Dong-hyun, Cha Eun-woo (Astro) - Xuất hiện đặc biệt: - Tập 116: Lee Soo-jung, Cho Jung-sik, Kim Yoon-sang - Tập 117: Kim Yoon-sang, Cho Jung-sik - Xuất hiện đặc biệt qua cuộc gọi trong tập 117: Han Ji-min, You Hee-yeol, Baek Jong-won và Ma Dong-seok |
| 117  | 26 Tháng 4     | 59       | Nhân viên sản xuất của Unanswered Questions, các phát thanh viên thời sự của SBS Eight O'Clock News, các nhà sản xuất chương trình tạp kỹ đài SBS.     | - Tập đặc biệt phỏng vấn thực tập sinh SBS. - Thực tập sinh 1 ngày: Kim Dong-hyun, Cha Eun-woo (Astro) - Xuất hiện đặc biệt: - Tập 116: Lee Soo-jung, Cho Jung-sik, Kim Yoon-sang - Tập 117: Kim Yoon-sang, Cho Jung-sik - Xuất hiện đặc biệt qua cuộc gọi trong tập 117: Han Ji-min, You Hee-yeol, Baek Jong-won và Ma Dong-seok |
| 118  | 3 Tháng 5      | 60       | Jin Jong-oh, Lee Dae-hoon, Yang Hak-seon (Vận động viên)                                                                                               | - Kim Dong-hyun và Cha Eun-woo (Astro) tham gia chương trình với tư cách thành viên chính thức - Xuất hiện đặc biệt trong tập 119: Seo Go-eun, Pak Se-ri, Choi Byung-chul và Cho Jun-ho |
| 119  | 10 Tháng 5     | 60       | Jin Jong-oh, Lee Dae-hoon, Yang Hak-seon (Vận động viên)                                                                                               | - Kim Dong-hyun và Cha Eun-woo (Astro) tham gia chương trình với tư cách thành viên chính thức - Xuất hiện đặc biệt trong tập 119: Seo Go-eun, Pak Se-ri, Choi Byung-chul và Cho Jun-ho |
| 120  | 17 Tháng 5     | 61       | Shin Seung-hun (Ca sĩ-nhạc sĩ) | — |
| 121  | May 24         | 61       | Shin Seung-hun (Ca sĩ-nhạc sĩ) | - Xuất hiện đặc biệt: Seo Young-do, Gil Eun-kyung và Rothy |
| 122  | 31 Tháng 5     | 62       | Kim Yeon-koung (Vận động viên bóng chuyền chuyên nghiệp)                                                                                               | — |
| 123  | 7 Tháng 6      | 62       | Kim Yeon-koung (Vận động viên bóng chuyền chuyên nghiệp)                                                                                               | - Xuất hiện đặc biệt: Kim Su-ji, Yang Hyo-jin, Kim Hee-jin và Ko Ye-rim |
| 124  | 14 Tháng 6     | 63       | Uhm Jung-hwa (Ca sĩ, diễn viên) | - Cuộc gọi gợi ý từ: Lee Sang-yoon |
| 125  | 21 Tháng 6     | 63       | Uhm Jung-hwa (Ca sĩ, diễn viên) | - Xuất hiện đặc biệt: Hong Jin-kyung, Ha Do-kwon, Lee Jae-yoon, Lee Jin-ho, Eunhyuk (Super Junior) và MJ (Astro) |
| 126  | 28 Tháng 6     | 64       | Namgoong Hoon (CEO của Kakao Games) | — |
| 127  | 5 Tháng 7      | 65       | John Lee (CEO của Meritz Asset Management) | - Xuất hiện đặc biệt: Hyun Young, Shin Seung-hwan, Im Do-hyung, Kim Seol và Oh A-rin |
| 128  | 12 Tháng 7     | 66       | Lee Jung-hyun (Ca sĩ, diễn viên) | - Cuộc gọi gợi ý từ: Park Chan-wook |
| 129  | 19 Tháng 7     | 66       | Lee Jung-hyun (Ca sĩ, diễn viên) | - Xuất hiện đặc biệt: Koo Jun-yup (Clon) |
| 130  | 26 Tháng 7     | 67       | Jang Do-yeon, Park Na-rae (Diễn viên hài) | — |
| 131  | 2 Tháng 8      | 67       | Jang Do-yeon, Park Na-rae (Diễn viên hài) | — |
| 132  | 9 Tháng 8      | 68       | Yoshihiro Akiyama / Choo Sung-hoon (Võ sĩ võ thuật tổng hợp)                                                                                           | — |
| 133  | 16 Tháng 8     | 69       | Choi Hyun-mi (Võ sĩ quyền Anh chuyên nghiệp) | — |
| 134  | 23 Tháng 8     | 70       | Kim Hee-sun (Diễn viên) | — |
| 135  | 30 Tháng 8     | 70       | Kim Hee-sun (Diễn viên) | — |
| 136  | 6 Tháng 9      | 71       | Park In-cheol (Doanh nhân, CEO của PowerfulX) | — |
| 137  | 13 Tháng 9     | 72       | Ken Rhee / Lee Geun (Trung uý Đội thủy chiến đặc biệt của Hải quân Hàn Quốc đã nghỉ hưu, YouTuber)                                                     | - Xuất hiện đặc biệt qua cuộc gọi vieo: Lee Dong-gook |
| 138  | 20 Tháng 9     | 72       | Ken Rhee / Lee Geun (Trung uý Đội thủy chiến đặc biệt của Hải quân Hàn Quốc đã nghỉ hưu, YouTuber)                                                     | — |
| 139  | 27 Tháng 9     | 73       | Tyler Rasch, Seol Min-seok (Phát thanh nhân cách), (Giảng viên Lịch Sử)                                                                                | - Tập đặc biệt về chuyến thăm gia đình |
| 140  | 4 Tháng 10     | 74       | Im Chang-jung (Ca-nhạc sĩ, diễn viên) | — |
| 141  | 11 Tháng 10    | 74       | Im Chang-jung (Ca-nhạc sĩ, diễn viên) | - Xuất hiện đặc biệt: Huh Gak |
| 142  | 18 Tháng 10    | 75       | Bae Seong-woo (Diễn viên) | - Xuất hiện đặc biệt: Cha Tae-hyun (Cũng là người cho gợi ý) - Xuất hiện đặc biệt qua cuộc gọi video trong tập 142: Bae Sung-jae |
| 143  | 25 Tháng 10    | 75       | Bae Seong-woo (Diễn viên) | - Xuất hiện đặc biệt: Cha Tae-hyun (Cũng là người cho gợi ý) - Xuất hiện đặc biệt qua cuộc gọi video trong tập 142: Bae Sung-jae |
| 144  | 1 Tháng 11     | 76       | Ji Chun-hee (Nhà thiết kế thời trang) | - Cuộc gọi gợi ý từ: Lee Na-young - Xuất hiện đặc biệt: Han Hye-jin và Irene Kim |
| 145  | 8 Tháng 11     | 77       | Lee Juck (Ca-nhạc sĩ) | — |
| 146  | 15 Tháng 11    | 78       | Lee Seung-gi (Ca sĩ, diễn viên, nghệ sĩ giải trí) | - Xuất hiện đặc biệt: Yoon Jong-shin |
| 147  | 22 Tháng 11    | 79       | Lee Dong-gook (Cầu thủ bóng đá chuyên nghiệp đã nghỉ hưu)                                                                                              | — |
| 148  | 29 Tháng 11    | 79       | Lee Dong-gook (Cầu thủ bóng đá chuyên nghiệp đã nghỉ hưu)                                                                                              | - Xuất hiện đặc biệt: Park Dong-hyuk và Hyun Young-min |
| 149  | 6 Tháng 12     | 80       | Lee Hyung-taik, Jeon Mi-ra (Vận động viên quần vợt đã nghỉ hưu)                                                                                        | — |
| 150  | 13 Tháng 12    | 81       | Jung Jae-hyung (Ca sĩ-nhạc sĩ) | - Xuất hiện đặc biệt: Sean Song, Park Ji-chan và Seol Yo-eun |
| 151  | 20 Tháng 12    | 81       | Jung Jae-hyung (Ca sĩ-nhạc sĩ) | - Xuất hiện đặc biệt: Sean Song, Park Ji-chan và Seol Yo-eun |
| 152  | 27 Tháng 12    | 82       | Ryu Hyun-jin (Vận động viên bóng chày chuyên nghiệp)                                                                                                   | - Cuộc gọi gợi ý từ: Choo Shin-soo |

## Danh sách các tập trong năm 2021
| Tập. | Ngày phát sóng | Sư phụ # | (Các) sư phụ (Nghề nghiệp) | Ghi chú |
| ---- | --- | --- | --- | --- |
| 153  | 3 Tháng 1 | 82 | Ryu Hyun-jin (Vận động viên bóng chày chuyên nghiệp) | - Xuất hiện đặc biệt: Yoon Suk-min, Hwang Jae-gyun, Kim Ha-seong và Kim Hye-seong |
| 154  | 10 Tháng 1 | 83 | Choi Jung-won, Kim So-hyun, Cha Ji-yeon (Diễn viên nhạc kịch) | — |
| 155  | 17 Tháng 1 | 83 | Choi Jung-won, Kim So-hyun, Cha Ji-yeon (Diễn viên nhạc kịch) | — |
| 155  | 17 Tháng 1 | 84 | Jeffrey D. Jones (Luật sư) | — |
| 156  | 24 Tháng 1 | 85 | Im Tae-hyuk, Park Jung-woo, Noh Beom-soo, Heo Seon-haeng (Vận động viên đấu vật truyền thống Hàn Quốc) | - Xuất hiện đặc biệt qua giọng nói: Cho Jung-sik |
| 157  | 31 Tháng 1 | 86 | Kang Sung-tae, Kim Ji-hoon (Giảng viên), (Thí sinh với số điểm tuyệt đối trong kỳ thi CSAT 2021) | - Xuất hiện đặc biệt: Peppertones, Yoon So-hee và Cho Jung-sik |
| 158  | 7 Tháng 2 | 87 | In Gyo-jin, So Yi-hyun (Nam diễn viên), (Nữ diễn viên) | — |
| 159  | 14 Tháng 2 | 88 | Eugene (Diễn viên, ca sĩ) | - Xuất hiện đặc biệt: Lee Ji-ah và Kim So-yeon |
| 160  | 21 Tháng 2 | 88 | Eugene (Diễn viên, ca sĩ) | - Xuất hiện đặc biệt: Lee Ji-ah và Kim So-yeon |
| 161  | 28 Tháng 2 | 89 | Syuka (YouTuber) | — |
| 162  | 7 Tháng 3 | 90 | Tak Jae-hoon, Lee Sang-min (Ca sĩ, nghệ sĩ giải trí) | - Xuất hiện đặc biệt qua cuộc gọi Jang Dong-min, Rain, Lee Soo-geun, Kim Min-soo và Jee Seok-jin                                                                                              |
| 163  | 14 Tháng 3 | 90 | Tak Jae-hoon, Lee Sang-min (Ca sĩ, nghệ sĩ giải trí) | - Xuất hiện đặc biệt: Rain và Ciipher |
| 164  | 21 Tháng 3 | 90 | Tak Jae-hoon, Lee Sang-min (Ca sĩ, nghệ sĩ giải trí) | - Xuất hiện đặc biệt: Jee Seok-jin, Jang Dong-min, Kim Min-soo, Shim Soo-chang, Solbi, Park Seong-ho, Lee Ji-hye, Lee Jin-ho và Kim Soo-myung                                                 |
| 165  | 28 Tháng 3 | 90 | Tak Jae-hoon, Lee Sang-min (Ca sĩ, nghệ sĩ giải trí) | - Xuất hiện đặc biệt: Jee Seok-jin, Jang Dong-min, Kim Min-soo, Shim Soo-chang, Solbi và Kim Yong-myung                                                                                       |
| 165  | 28 Tháng 3 | 91 | Lee Kyung-kyu (Nghệ sĩ giải trí) | — |
| 166  | 4 Tháng 4 | 91 | Lee Kyung-kyu (Nghệ sĩ giải trí) | — |
| 167  | 11 Tháng 4 | 91 | Lee Kyung-kyu (Nghệ sĩ giải trí) | - Xuất hiện đặc biệt qua cuộc gọi: Sung Yu-ri |
| 168  | 18 Tháng 4 | 92 | Kim Jong-kook (Ca sĩ, nghệ sĩ giải trí) | — |
| 169  | 25 Tháng 4 | 92 | Kim Jong-kook (Ca sĩ, nghệ sĩ giải trí) | - Xuất hiện đặc biệt qua cuộc gọi: Cha Tae-hyun và Jang Hyuk |
| 170  | 2 Tháng 5 | 93 | Gyeongbokgung | - Tập đặc biệt Quản gia trong cung - Xuất hiện đặc biệt: Choi Tae-seong, Rosa Kim và Kim Kang-hoon                                                                                            |
| 171  | 9 Tháng 5 | 94 | Ahn Jung-hwan (Vận động viên bóng đá đã nghỉ hưu, nhân vật nổi tiếng truyền hình) | - Shin Sung-rok vắng mặt do dương tính với COVID-19 vào 28 tháng tư |
| 172  | 16 Tháng 5 | 94 | Ahn Jung-hwan (Vận động viên bóng đá đã nghỉ hưu, nhân vật nổi tiếng truyền hình) | - Shin Sung-rok vắng mặt do dương tính với COVID-19 vào 28 tháng tư |
| 173  | 23 Tháng 5 | 95 | Kim Tae-won, Kim Kyung-ho, Park Wan-kyu (Nghệ sĩ guitar, thành viên của Boohwal), (Ca sĩ nhạc rock), (Ca sĩ nhạc rock, thành viên của nhóm nhạc Boohwal)                                                  | - Shin Sung-rok vắng mặt do dương tính với COVID-19 vào 28 tháng tư |
| 174  | May 30 | 96 | Abhishek Gupta / Lucky, Alberto Mondi, Tyler Rasch, Robin Deiana, Ma Guozhen, Blair Williams, Yuji Hosaka, Chang Mya Mya Thaw (Nhân vật nổi tiếng truyền hình), (Giáo sư khoa học chính trị), (Giáo viên) | - Shin Sung-rok vắng mặt do dương tính với COVID-19 vào 28 tháng tư |
| 175  | 6 Tháng 6 | 96 | Abhishek Gupta / Lucky, Alberto Mondi, Tyler Rasch, Robin Deiana, Ma Guozhen, Blair Williams, Yuji Hosaka, Chang Mya Mya Thaw (Nhân vật nổi tiếng truyền hình), (Giáo sư khoa học chính trị), (Giáo viên) | - Shin Sung-rok vắng mặt do dương tính với COVID-19 vào 28 tháng tư |
| 176  | 13 Tháng 6 | 97 | Lee Jang-hee (Ca sĩ folk rock-nhạc sĩ) | — |
| 177  | 20 Tháng 6 | 97 | Lee Jang-hee (Ca sĩ folk rock-nhạc sĩ) | - Tập cuối của Shin Sung-rok và Cha Eun-woo trước khi tốt nghiệp khỏi chương trình - Xuất hiện đặc biệt qua cuộc gọi video Song Chang-sik và Jo Young-nam                                     |
| 178  | 27 Tháng 6 | 98 | Jeon Myung-goon, Bae Yong-jin, Seo Dong-chul, Kim Jin-ho (Các sĩ quan của lực lượng bảo vệ bờ biển Hàn Quốc)                                                                                              | - Thực tập sinh 1 ngày: Park Goon |
| 179  | 4 Tháng 6 | 98 | Jeon Myung-goon, Bae Yong-jin, Seo Dong-chul, Kim Jin-ho (Các sĩ quan của lực lượng bảo vệ bờ biển Hàn Quốc)                                                                                              | - Thực tập sinh 1 ngày: Park Goon |
| 180  | 11 Tháng 6 | 99 | TBD | - Yoo Su-bin tham gia chương trình với tư cách thành viên cố định - Xuất hiện đặc biệt: Lee Sang-yoon                                                                                         |
| 181  | 18 Tháng 7 | 100 | Lee Geum-hee (Phát thanh viên) | — |
| —    | Không phát sóng tập mới trong các ngày 25 Tháng 7, 1 Tháng 8, và 8 Tháng 8 do phát sóng trực tiếp Thế vận hội Tokyo 2020. | Không phát sóng tập mới trong các ngày 25 Tháng 7, 1 Tháng 8, và 8 Tháng 8 do phát sóng trực tiếp Thế vận hội Tokyo 2020. | Không phát sóng tập mới trong các ngày 25 Tháng 7, 1 Tháng 8, và 8 Tháng 8 do phát sóng trực tiếp Thế vận hội Tokyo 2020.                                                                                 | Không phát sóng tập mới trong các ngày 25 Tháng 7, 1 Tháng 8, và 8 Tháng 8 do phát sóng trực tiếp Thế vận hội Tokyo 2020.                                                                     |
| 182  | 15 Tháng 8 | 101 | Kim Jung-hwan, Gu Bon-gil, Kim Jun-ho, Oh Sang-uk (Các vận động viên đoạt huy chương vàng Đấu kiếm đồng đội Olympic)                                                                                      | - Xuất hiện đặc biệt: Won Woo-young |
| 183  | 22 Tháng 8 | 101 | Kim Jung-hwan, Gu Bon-gil, Kim Jun-ho, Oh Sang-uk (Các vận động viên đoạt huy chương vàng Đấu kiếm đồng đội Olympic)                                                                                      | - Kim Dong-hyun vắng mặt trong phần bắn cung ở tập 183 và tập 184 - Xuất hiện đặc biệt: Cho Jung-sik và huấn luyện viên bắn cung Hwang Hyo-jin trong tập 184                                  |
| 183  | 22 Tháng 8 | 102 | Oh Jin-hyek, Kim Woo-jin, Kang Chae-young, Jang Min-hee, An San, Kim Je-deok (Các vận động viên đoạt huy chương vàng môn Bắn cung)                                                                        | - Kim Dong-hyun vắng mặt trong phần bắn cung ở tập 183 và tập 184 - Xuất hiện đặc biệt: Cho Jung-sik và huấn luyện viên bắn cung Hwang Hyo-jin trong tập 184                                  |
| 184  | 29 Tháng 8 | 102 | Oh Jin-hyek, Kim Woo-jin, Kang Chae-young, Jang Min-hee, An San, Kim Je-deok (Các vận động viên đoạt huy chương vàng môn Bắn cung)                                                                        | - Kim Dong-hyun vắng mặt trong phần bắn cung ở tập 183 và tập 184 - Xuất hiện đặc biệt: Cho Jung-sik và huấn luyện viên bắn cung Hwang Hyo-jin trong tập 184                                  |
| 185  | 5 Tháng 9 | 103 | Kim Eun-hee (Nhà soạn kịch, biên kịch) | - Xuất hiện đặc biệt: bác sĩ pháp y Ha Hong-il từ Văn phòng điều tra pháp y Quốc gia |
| 186  | 12 Tháng 9 | 103 | Kim Eun-hee (Nhà soạn kịch, biên kịch) | - Xuất hiện đặc biệt: bác sĩ pháp y Ha Hong-il, công tố viên Seo In-seon từ văn phòng Công tố Toà án tối cao, và Jang Hang-jun                                                                |
| 187  | 19 Tháng 9 | 104 | Yoon Seok-youl (Luật sư, cựu Tổng Công tố Hàn Quốc) | — |
| 188  | 26 Tháng 9 | 105 | Lee Jae-myung (Chính trị gia, Thống đốc tỉnh Gyeonggi hiện tại) | — |
| 189  | 3 Tháng 10 | 106 | Lee Nak-yon (Chính trị gia, cựu Thủ tướng Hàn Quốc) | — |
| 190  | 10 Tháng 10 | 107 | Oh Eun-young (Nhà tâm lý) | - Tập đặc biệt thoát khỏi khủng hoảng (Phần 1) - Xuất hiện đặc biệt Oh Na-mi, Ko Seok-hyun, Lee Dong-gook và Lee Jae-si trong tập 191                                                         |
| 191  | 17 Tháng 10 | 107 | Oh Eun-young (Nhà tâm lý) | - Tập đặc biệt thoát khỏi khủng hoảng (Phần 1) - Xuất hiện đặc biệt Oh Na-mi, Ko Seok-hyun, Lee Dong-gook và Lee Jae-si trong tập 191                                                         |
| 192  | 24 Tháng 10 | 108 | Park Jong-bok (Chuyên viên bất động sản) | - Tập đặc biệt thoát khỏi khủng hoảng (Phần 2) |
| 193  | 31 Tháng 10 | 109 | Han Moon-cheol (Luật sư) | - Tập đặc biệt thoát khỏi khủng hoảng (Phần 3) |
| 194  | 7 Tháng 11 | 110 | Monika, Lip J, Aiki, Rian, Gabee, Yeojin, Leejung, Rageon (Các vũ công, biên đạo múa và thí sinh của chương trình Street Woman Fighter Hàn Quốc )                                                         | - Tập đặc biệt K-Woman (Phụ nữ Hàn Quốc) (Phần 1) - Xuất hiện đặc biệt: Cho Jung-sik trong tập 195                                                                                            |
| 195  | 14 Tháng 11 | 110 | Monika, Lip J, Aiki, Rian, Gabee, Yeojin, Leejung, Rageon (Các vũ công, biên đạo múa và thí sinh của chương trình Street Woman Fighter Hàn Quốc )                                                         | - Tập đặc biệt K-Woman (Phụ nữ Hàn Quốc) (Phần 1) - Xuất hiện đặc biệt: Cho Jung-sik trong tập 195                                                                                            |
| 196  | 21 Tháng 11 | 111 | Lee Kyung-sil, Park Sun-young, Choi Yeo-jin, Yang Eun-ji, Saori Fujimoto (Thành viên của chương trìnhShooting Stars Hàn Quốc)                                                                             | - Tập đặc biệt K-Woman (Phụ nữ Hàn Quốc) (Phần 2) - Xuất hiện đặc biệt: Cho Jung-sik, Kim Byung-ji và Choi Jin-Cheul                                                                          |
| 197  | 28 Tháng 11 | 112 | Kim Chang-ok (Diễn viên, doanh nhân, nhà văn) | — |
| 198  | 5 Tháng 12 | 113 | Hong Hye-geol, Yeo Esther (Bác sĩ) | — |
| 199  | 12 Tháng 12 | 114 | Woo Young-mi (Nhà thiết kế thời trang) | - Xuất hiện đặc biệt: nhà thiết kế cảnh quan Woo Kyung-mi và nhà thiết kế nội thất Woo Hyun-mi{{efn\|Em và chị gái của Woo Woung-mi}                                                          |
| 200  | December 19 | 115 | Jung Jae-hyung (Ca sĩ-nhạc sĩ) | — |
| 201  | December 26 | 115 | Jung Jae-hyung (Ca sĩ-nhạc sĩ) | - Xuất hiện đặc biệt: Robin Deiana, Abhishek Gupta/Lucky, Daniel Lindemann, Alberto Mondi, Guillaume Patry, Julian Quintart, Cho Jung-sik, dàn nhạc Philstring, và Brillante Children's Choir |

## Danh sách các tập (2022)
| Tập.                                                                                       | Ngày phát sóng | Sư phụ # | (Các) sư phụ (Nghề nghiệp) | Note(s) |
| ------------------------------------------------------------------------------------------ | -------------- | --- | --- | --- |
| 202                                                                                        | 2 Tháng 1      | 116 | Bae Sang-min (Giáo sư thiết kế công nghiệp từ KAIST) | — |
| 203                                                                                        | 9 Tháng 2      | 116 | Bae Sang-min (Giáo sư thiết kế công nghiệp từ KAIST) | — |
| 203                                                                                        | 9 Tháng 2      | 117 | Kim Dong-hwan (Cố vấn tài chính, nhà môi giới chứng khoán)                                                                                                  | - Xuất hiện đặc biệt: Park Jong-bok, Kim Seung-joo và Jeon Won-ju trong tập 204                                                                                   |
| 204                                                                                        | 16 Tháng 1     | 117 | Kim Dong-hwan (Cố vấn tài chính, nhà môi giới chứng khoán)                                                                                                  | - Xuất hiện đặc biệt: Park Jong-bok, Kim Seung-joo và Jeon Won-ju trong tập 204                                                                                   |
| 205                                                                                        | 23 Tháng 1     | 118 | Kim Young-chul, Tyler Rasch (Nhân vật nổi tiếng truyền hình)                                                                                                | - Tập đặc biệt Khắc phục các quyết tâm chỉ tồn tại trong thời gian ngắn Phần 1                                                                                    |
| 206                                                                                        | 30 Tháng 1     | 119 | Yeo Joo-yeop (Ryo), Seo Jung-won (James), Oh Dong-gyu (Louis) (Huấn luyện viên thể hình của kênh YouTube về thể hình ALLBLANC TV)                           | - Tập đặc biệt Khắc phục các quyết tâm chỉ tồn tại trong thời gian ngắn Phần 2                                                                                    |
| 207                                                                                        | 6 Tháng 2      | 120 | Yoo Yong-wook (Đầu bếp) | - Tập đặc biệt về Thịt và Rau củ Phần 1 |
| Không phát sóng tập mới ngày13 Tháng 2 do tường thuật trực tiếp Thế vận hội Mùa đông 2022. |                | | | |
| !208                                                                                       | 20 Tháng 2     | 121 | Jeong Kwan (Ni sư và Đầu bếp) | - Tập đặc biệt về Thịt và Rau củ Phần 2 |
| 209                                                                                        | 27 Tháng 2     | 122 | Kwon Il-yong, Park Ji-sun, Lee Dong-won, Do Joon-woo (Nhà tâm lí xã hôj), (Giáo sư), (Đạo diễn của Unanswered Questions (Những câu hỏi chưa được giải đáp)) | - Unanswered Masters (Những chủ nhà chưa được giải đáp) Phần 1 - Xuất hiện đặc biệt qua cuộc gọi: Kim Nam-gil - Yang Se-hyung vắng mặt do dương tính với COVID-19 |
| 210                                                                                        | 6 Tháng 3      | 123 | Choi Min-jeong, Hwang Dae-heon (Vận động viên trượt băng tốc độ cự ly ngắn)                                                                                 | - Xuất hiện đặc biệt: Bae Sung-jae và Park Seung-hi |
| 211                                                                                        | March 13       | 122 | Kwon Il-yong, Park Ji-sun, Lee Dong-won, Do Joon-woo (Nhà tâm lí xã hội), (Giáo sư), (PD của chương trình Unanswered Questions)                             | - Unanswered Master Phần 2 - Yang Se-hyung vắng mặt |
| 212                                                                                        | 20 Tháng 3     | 124 | Bae Jong-ok (Diễn viên) | - Xuất hiện đặc biệt: Giáo sư Y học Hàn Quốc Cho Byung-je |
| 213                                                                                        | March 27       | 125 | Jeong Jae-seung (Nhà thần kinh học và Giáo sư) | - Tập đặc biệt Đó không phải bộ não mà bạn biết - Phần 1: Hiểu về bộ não chúng ta                                                                                 |
| 214                                                                                        | 3 Tháng 4      | 125 | Jeong Jae-seung (Nhà thần kinh học và Giáo sư) | - Tập đặc biệt Đó không phải bộ não mà bạn biết - Phần 2: Những lựa chọn của não bộ                                                                               |
| 215                                                                                        | 10 Tháng 4     | - Tập đặc biệt Đó không phải bộ não mà bạn biết - Part 3: Bộ não và Tình yêu - Tập cuối cùng của Yoo Su-bin trước khi tốt nghiệp khỏi chương trình | | |
| 216                                                                                        | April 17       | 126 | Kim Eung-soo (Diễn viên) | - Eun Ji-won tham gia chương trình với tư cách thành viên chínb thức                                                                                              |
| 217                                                                                        | April 24       | 127 | Yoo Hyun-joon (Nhà thiết kế) | - Phần 1: Hiểu về không gian sống của bạn |
| 218                                                                                        | May 1          | 127 | Yoo Hyun-joon (Nhà thiết kế) | - Phần 2: Gặp gỡ không gian sống trong mơ |

## Tỉ suất người xem
- Trong các tỉ suất dưới đây, tỉ suất cao nhất sẽ được hiển thị với màu đỏ, và tỉ suất thấp nhất sẽ được hiển thị với màu xanh cho mỗi năm.
- NR biểu thị rằng chương trình không được xếp hạng trong top 20 chương trình hằng ngày hàng đầu vào ngày hôm đó.

### 2017-2018
| Tập. | Ngày phát sóng    | Tỉ suất TNmS | Tỉ suất TNmS | Tỉ suất AGB | Tỉ suất AGB |
| Tập. | Ngày phát sóng    | Phần 1       | Phần 2       | Phần 1      | Phần 2      |
| ---- | ----------------- | ------------ | ------------ | ----------- | ----------- |
| 1    | 31 Tháng 12, 2017 | 6.8%         | 10.5%        | 6.5%        | 10.4%       |
| 2    | 7 Tháng 1, 2018   | 5.6%         | 6.4%         | 6.6%        | 7.6%        |
| 3    | 14 Tháng 1        | 6.3%         | 6.5%         | 7.3%        | 7.2%        |
| 4    | 21 Tháng 1        | 6.5%         | 8.4%         | 7.3%        | 8.8%        |
| 5    | 28 Tháng 1        | 6.4%         | 8.4%         | 7.7%        | 9.1%        |
| 6    | 4 Tháng 2         | 7.7%         | 9.8%         | 6.2%        | 9.5%        |
| 7    | 11 Tháng 2        | 7.2%         | 7.4%         | 7.6%        | 8.0%        |
| 8    | 25 Tháng 2        | 6.1%         | 8.6%         | 6.2%        | 9.5%        |
| 9    | 4 Tháng 3         | 6.9%         | 7.4%         | 7.7%        | 8.6%        |
| 10   | 11 Tháng 3        | 7.3%         | 10.5%        | 7.6%        | 10.7%       |
| 11   | 18 Tháng 3        | 5.7%         | 9.0%         | 7.4%        | 10.9%       |
| 12   | 25 Tháng 3        | 7.4%         | 9.5%         | 8.0%        | 10.4%       |
| 13   | 1 Tháng 4         | 7.5%         | 8.3%         | 7.6%        | 8.9%        |
| 14   | 8 Tháng 4         | 7.4%         | 10.6%        | 9.2%        | 11.7%       |
| 15   | 15 Tháng 4        | 6.3%         | 8.4%         | 7.0%        | 9.1%        |
| 16   | 22 Tháng 4        | 6.6%         | 9.3%         | 6.3%        | 9.6%        |
| 17   | 29 Tháng 4        | 6.6%         | 8.6%         | 6.4%        | 8.3%        |
| 18   | 6 Tháng 5         | 6.3%         | 8.9%         | 5.8%        | 8.5%        |
| 19   | 13 Tháng 5        | 7.7%         | 9.1%         | 6.7%        | 10.5%       |
| 20   | 20 Tháng 5        | 7.0%         | 9.0%         | 6.1%        | 8.3%        |
| 21   | 27 Tháng 5        | 5.5%         | 7.7%         | 6.7%        | 10.4%       |
| 22   | 3 Tháng 6         | 7.0%         | 8.7%         | 7.7%        | 9.2%        |
| 23   | 10 Tháng 6        | 6.8%         | 10.7%        | 7.3%        | 11.0%       |
| 24   | 17 Tháng 6        | 6.8%         | 7.8%         | 7.0%        | 8.5%        |
| 25   | 24 Tháng 6        | 7.5%         | 11.0%        | 7.5%        | 10.2%       |
| 26   | 1 Tháng 7         | 9.4%         | 10.9%        | 8.9%        | 10.7%       |
| 27   | 8 Tháng 7         | 7.2%         | 9.5%         | 6.6%        | 8.8%        |
| 28   | 15 Tháng 7        | 7.8%         | 9.6%         | 6.2%        | 8.6%        |
| 29   | 22 Tháng 7        | 9.2%         | 10.1%        | 8.0%        | 9.6%        |
| 30   | 29 Tháng 7        | 7.0%         | 8.3%         | 6.6%        | 8.4%        |
| 31   | 5 Tháng 8         | 6.1%         | 7.7%         | 5.7%        | 7.5%        |
| 32   | 12 Tháng 8        | 4.5%         | 6.9%         | 5.6%        | 8.0%        |
| 33   | 26 Tháng 8        | 7.2%         | 9.0%         | 8.1%        | 10.4%       |
| 34   | 2 Tháng 9         | 6.6%         | 8.2%         | 6.9%        | 8.7%        |
| 35   | 9 Tháng 9         | 8.7%         | 11.6%        | 8.5%        | 11.9%       |
| 36   | 16 Tháng 9        | 7.7%         | 9.9%         | 8.0%        | 11.5%       |
| 37   | 23 Tháng 9        | 5.6%         | 7.9%         | 6.3%        | 9.5%        |
| 38   | 30 Tháng 9        | 7.4%         | 9.8%         | 7.9%        | 10.9%       |
| 39   | 7 Tháng 10        | 7.3%         | 10.0%        | 7.4%        | 10.5%       |
| 40   | 14 Tháng 10       | 7.9%         | 10.7%        | 8.0%        | 11.6%       |
| 41   | 21 Tháng 10       | 6.9%         | 9.0%         | 8.0%        | 9.6%        |
| 42   | 28 Tháng 10       | NR           | 8.2%         | 6.0%        | 9.3%        |
| 43   | 11 Tháng 11       | 7.4%         | 9.6%         | 7.3%        | 8.6%        |
| 44   | 18 Tháng 11       | 7.7%         | 10.6%        | 7.1%        | 10.2%       |
| 45   | 25 Tháng 11       | 9.2%         | 11.4%        | 8.3%        | 11.6%       |
| 46   | 2 Tháng 12        | 8.7%         | 10.9%        | 8.7%        | 12.1%       |
| 47   | 9 Tháng 12        | 8.7%         | 10.3%        | 8.8%        | 10.5%       |
| 48   | 16 Tháng 12       | 8.3%         | 9.1%         | 8.4%        | 8.4%        |
| 49   | 23 Tháng 12       | 7.2%         | 7.5%         | 5.7%        | 7.2%        |
| 50   | 30 Tháng 12       | 7.8%         | 8.9%         | 7.6%        | 8.7%        |

### 2019
| Tập. | Ngày phát hành | Tỉ suất TNmS | Tỉ suất TNmS | Tỉ suất AGB | Tỉ suất AGB |
| Tập. | Ngày phát hành | Phần 1       | Phần 2       | Phần 1      | Phần 2      |
| ---- | -------------- | ------------ | ------------ | ----------- | ----------- |
| 51   | 6 Tháng 1      | 7.2%         | 8.0%         | 7.5%        | 9.1%        |
| 52   | 13 Tháng 1     | 6.9%         | 7.2%         | 6.4%        | 7.8%        |
| 53   | 20 Tháng 1     | NR           | 7.4%         | 6.4%        | 9.2%        |
| 54   | 27 Tháng 1     | 7.9%         | 9.1%         | 7.5%        | 9.9%        |
| 55   | 3 Tháng 2      | 6.6%         | 6.6%         | 6.1%        | 7.3%        |
| 56   | 10 Tháng 2     | 7.4%         | 8.5%         | 8.1%        | 10.1%       |
| 57   | 17 Tháng 2     | NR           | 7.6%         | 5.9%        | 7.5%        |
| 58   | 24 Tháng 2     | NR           | NR           | 6.0%        | 6.7%        |
| 59   | 3 Tháng 3      | NR           | NR           | 5.3%        | 5.9%        |
| 60   | 10 Tháng 3     | 7.5%         | 10.1%        | 7.2%        | 11.1%       |
| 61   | 17 Tháng 3     | 6.2%         | 9.2%         | 6.7%        | 10.2%       |
| 62   | 24 Tháng 3     | 6.3%         | 9.3%         | 5.9%        | 9.2%        |
| 63   | 31 Tháng 3     | 7.9%         | 10.4%        | 7.1%        | 10.4%       |
| 64   | 7 Tháng 4      | NR           | 7.2%         | 6.0%        | 8.0%        |
| 65   | 14 Tháng 4     | 6.1%         | 6.4%         | 5.5%        | 6.5%        |
| 66   | 21 Tháng 4     | 6.0%         | 7.5%         | 5.4%        | 7.8%        |
| 67   | 28 Tháng 4     | NR           | NR           | 4.9%        | 6.1%        |
| 68   | 5 Tháng 5      | NR           | 5.3%         | 4.3%        | 5.3%        |
| 69   | 12 Tháng 5     | NR           | 5.3%         | 3.7%        | 5.5%        |
| 70   | 19 Tháng 5     | 6.7%         | 8.3%         | 6.9%        | 8.7%        |
| 71   | 26 Tháng 5     | NR           | 6.2%         | 4.6%        | 6.1%        |
| 72   | 2 Tháng 6      | 5.0%         | 7.1%         | 4.9%        | 7.8%        |
| 73   | 9 Tháng 6      | NR           | 6.2%         | 5.5%        | 7.1%        |
| 74   | 16 Tháng 6     | NR           | 7.7%         | 6.0%        | 8.5%        |
| 75   | 23 Tháng 6     | NR           | 6.0%         | 4.7%        | 6.2%        |
| 76   | 7 Tháng 7      | NR           | NR           | 4.2%        | 4.8%        |
| 77   | 14 Tháng 7     | 6.3%         | 9.8%         | 6.3%        | 9.9%        |
| 78   | 21 Tháng 7     | NR           | NR           | 6.2%        | 10.0%       |
| 79   | 28 Tháng 7     | NR           | NR           | 5.8%        | 7.0%        |
| 80   | 4 Tháng 8      | NR           | NR           | 4.8%        | 6.3%        |
| 81   | 11 Tháng 8     | NR           | NR           | 4.2%        | 5.6%        |
| 82   | 18 Tháng 8     | NR           | NR           | 5.7%        | 6.3%        |
| 83   | 25 Tháng 8     | NR           | NR           | 5.2%        | 5.6%        |
| 84   | 1 Tháng 9      | NR           | 5.6%         | 4.9%        | 5.8%        |
| 85   | 8 Tháng 9      | NR           | 6.5%         | 5.6%        | 6.6%        |
| 86   | 15 Tháng 9     | NR           | 7.4%         | 5.1%        | 7.5%        |
| 87   | 22 Tháng 9     | NR           | 7.3%         | 6.6%        | 7.4%        |
| 88   | 29 Tháng 9     | 5.9%         | NR           | 4.5%        | 4.5%        |
| 89   | 6 Tháng 10     | NR           | 6.7%         | 4.7%        | 6.0%        |
| 90   | 13 Tháng 10    | NR           | NR           | 3.8%        | 5.2%        |
| 91   | 20 Tháng 10    | NR           | 7.4%         | 5.5%        | 6.7%        |
| 92   | 27 Tháng 10    | 6.4%         | 7.1%         | 5.6%        | 7.2%        |
| 93   | 3 Tháng 11     | 7.1%         | 9.8%         | 7.1%        | 11.2%       |
| 94   | 10 Tháng 11    | 6.4%         | 7.7%         | 5.9%        | 7.8%        |
| 95   | 24 Tháng 11    | 7.3%         | 9.1%         | 6.9%        | 9.6%        |
| 96   | 1 Tháng 12     | 7.4%         | 7.4%         | 7.4%        | 8.0%        |
| 97   | 8 Tháng 12     | NR           | 7.6%         | 4.9%        | 6.7%        |
| 98   | 15 Tháng 12    | NR           | NR           | 5.4%        | 7.6%        |
| 99   | 22 Tháng 12    | NR           | NR           | 5.8%        | 7.1%        |
| 100  | 29 Tháng 12    | NR           | NR           | 5.9%        | 7.2%        |

### 2020
| Tập. | Ngày phát sóng | Tỉ suất AGB | Tỉ suất AGB |
| Tập. | Ngày phát sóng | Phần 1      | Phần 2      |
| ---- | -------------- | ----------- | ----------- |
| 101  | 5 Tháng 1      | 4.6%        | 6.1%        |
| 102  | 12 Tháng 1     | 3.9%        | 5.4%        |
| 103  | 19 Tháng 1     | 4.8%        | 6.2%        |
| 104  | 26 Tháng 1     | 3.3%        | 4.2%        |
| 105  | 2 Tháng 2      | 5.0%        | 6.9%        |
| 106  | 9 Tháng 2      | %           | %           |
| 107  | 16 Tháng 2     | 4.3%        | 5.5%        |
| 108  | 23 Tháng 2     | 5.2%        | 7.3%        |
| 109  | 1 Tháng 3      | 6.3%        | 9.3%        |
| 110  | 8 Tháng 3      | 5.1%        | 7.4%        |
| 111  | 15 Tháng 3     | 5.3%        | 5.1%        |
| 112  | 22 Tháng 3     | 4.0%        | 4.5%        |
| 113  | 29 Tháng 3     | 3.8%        | 5.3%        |
| 114  | 5 Tháng 3      | 4.6%        | 5.4%        |
| 115  | 12 Tháng 4     | NR          | 7.3%        |
| 116  | 19 Tháng 4     | 4.2%        | 5.5%        |
| 117  | 26 Tháng 4     | 4.5%        | 5.3%        |
| 118  | 3 Tháng 5      | 4.1%        | 5.0%        |
| 119  | 10 Tháng 5     | 3.3%        | 4.0%        |
| 120  | 17 Tháng 5     | %           | %           |
| 121  | 24 Tháng 5     | 3.2%        | 4.7%        |
| 122  | 31 Tháng 5     | 5.7%        | 7.3%        |
| 123  | 7 Tháng 6      | 4.8%        | 6.2%        |
| 124  | 14 Tháng 6     | 4.3%        | 5.4%        |
| 125  | 21 Tháng 6     | 4.2%        | 4.2%        |
| 126  | 28 Tháng 7     | 3.8%        | 4.4%        |
| 127  | 5 Tháng 7      | 4.0%        | 4.2%        |
| 128  | 12 Tháng 7     | 4.2%        | 5.0%        |
| 129  | 19 Tháng 7     | 4.2%        | 4.2%        |
| 130  | 26 Tháng 7     | 4.5%        | 4.5%        |
| 131  | 2 Tháng 8      | 4.1%        | 4.7%        |
| 132  | 9 Tháng 8      | 4.7%        | 5.9%        |
| 133  | 16 Tháng 8     | 3.2%        | 4.2%        |
| 134  | 23 Tháng 8     | 3.6%        | 4.7%        |
| 135  | 30 Tháng 8     | 3.0%        | 4.4%        |
| 136  | 6 Tháng 9      | 4.4%        | 5.3%        |
| 137  | 13 Tháng 9     | 5.1%        | 6.3%        |
| 138  | 20 Tháng 9     | 4.2%        | 5.4%        |
| 139  | 27 Tháng 9     | 4.1%        | 5.3%        |
| 140  | 4 Tháng 10     | 5.1%        | 5.4%        |
| 141  | 11 Tháng 10    | NR          | 5.6%        |
| 142  | 18 Tháng 10    | 4.2%        | 4.7%        |
| 143  | 25 Tháng 10    | 3.4%        | 4.5%        |
| 144  | 1 Tháng 11     | 4.6%        | 5.9%        |
| 145  | 8 Tháng 11     | 3.4%        | 3.9%        |
| 146  | 15 Tháng 11    | 5.0%        | 5.5%        |
| 147  | 22 Tháng 11    | %           | %           |
| 148  | 29 Tháng 11    | 4.2%        | 4.7%        |
| 149  | 6 Tháng 12     | 4.4%        | 5.6%        |
| 150  | 13 Tháng 12    | 4.5%        | 5.0%        |
| 151  | 20 Tháng 12    | 4.5%        | 5.1%        |
| 152  | 27 Tháng 12    | 5.2%        | 7.4%        |

### 2021
| Tập. | Ngày phát sóng | AGB Tỉ suất | AGB Tỉ suất |
| Tập. | Ngày phát sóng | Phần 1      | Phần 2      |
| ---- | -------------- | ----------- | ----------- |
| 153  | 3 Tháng 1      | 5.2%        | 6.5%        |
| 154  | 10 Tháng 1     | 5.0%        | 5.1%        |
| 155  | 17 Tháng 1     | 5.0%        | 6.2%        |
| 156  | 24 Tháng 1     | 4.9%        | 5.2%        |
| 157  | 31 Tháng 1     | 5.8%        | 6.0%        |
| 158  | 7 Tháng 2      | 4.5%        | 5.2%        |
| 159  | 14 Tháng 2     | 5.2%        | 5.7%        |
| 160  | 21 Tháng 2     | 5.1%        | 6.3%        |
| 161  | 28 Tháng 2     | 4.7%        | 6.1%        |
| 162  | 7 Tháng 3      | 4.6%        | 6.0%        |
| 163  | 14 Tháng 3     | 5.7%        | 8.0%        |
| 164  | 21 Tháng 3     | 4.8%        | 6.1%        |
| 165  | 28 Tháng 3     | 4.7%        | 5.3%        |
| 166  | 4 Tháng 4      | 4.8%        | 6.1%        |
| 167  | 11 Tháng 4     | 4.3%        | 4.3%        |
| 168  | 18 Tháng 4     | 4.6%        | 4.7%        |
| 169  | 25 Tháng 4     | 4.1%        | 4.1%        |
| 170  | 2 Tháng 5      | 4.3%        | 4.3%        |
| 171  | 9 Tháng 5      | 3.8%        | 3.8%        |
| 172  | 16 Tháng 5     | 4.9%        | 5.4%        |
| 173  | 23 Tháng 5     | 4.3%        | 4.4%        |
| 174  | 30 Tháng 5     | 4.2%        | 4.7%        |
| 175  | 6 Tháng 6      | 4.0%        | 4.2%        |
| 176  | 13 Tháng 6     | 4.4%        | 5.2%        |
| 177  | 20 Tháng 6     | 4.0%        | 3.2%        |
| 178  | 27 Tháng 7     | 4.1%        | 4.7%        |
| 179  | 4 Tháng 7      | 4.6%        | 4.6%        |
| 180  | 11 Tháng 7     | 4.1%        | 4.1%        |
| 181  | 18 Tháng 7     | 4.5%        | 4.5%        |
| 182  | 15 Tháng 8     | 4.3%        | 4.3%        |
| 183  | 22 Tháng 8     | 5.9%        | 5.9%        |
| 184  | 29 Tháng 8     | 5.9%        | 5.9%        |
| 185  | 5 Tháng 9      | 3.4%        | 3.4%        |
| 186  | 12 Tháng 9     | 3.6%        | 3.6%        |
| 187  | 19 Tháng 9     | 7.4%        | 7.4%        |
| 188  | 26 Tháng 9     | 9.0%        | 9.0%        |
| 189  | 3 Tháng 10     | %           | %           |
| 190  | 10 Tháng 10    | 5.0%        | 5.0%        |
| 191  | 17 Tháng 10    | 5.3%        | 5.3%        |
| 192  | 24 Tháng 10    | 5.5%        | 5.5%        |
| 193  | 31 Tháng 10    | 5.3%        | 5.3%        |
| 194  | 7 Tháng 11     | 4.3%        | 4.3%        |
| 195  | 14 Tháng 11    | 4.5%        | 4.5%        |
| 196  | 21 Tháng 11    | 4.7%        | 4.7%        |
| 197  | 28 Tháng 11    | 4.2%        | 4.2%        |
| 198  | 5 Tháng 12     | 5.5%        | 5.5%        |

## Các giải thưởng và đề cử
| Năm  | Giải thưởng                                | thể loại                                            | Người nhận)    | Kết quả   | Tham chiếu    |
| ---- | ------------------------------------------ | --------------------------------------------------- | -------------- | --------- | ------------- |
| 2018 | 5th Korean Broadcasting Awards             | Chương trình giải trí xuất sắc nhất                 | Quản gia       | Đoạt giải | [ 14 ]        |
| 2018 | 12th SBS Entertainment Awards              | Giải thưởng lớn (Daesang)                           | Lee Seung-gi   | Đoạt giải | [ 15 ] [ 16 ] |
| 2018 | 12th SBS Entertainment Awards              | Giải thưởng xuất sắc hàng đầu (Show / Talk)         | Yang Se-hyung  | Đoạt giải | [ 15 ] [ 16 ] |
| 2018 | 12th SBS Entertainment Awards              | Giải thưởng xuất sắc nhất (Chương trình tạp kỹ)     | Yook Sung-jae  | Đoạt giải | [ 15 ] [ 16 ] |
| 2018 | 12th SBS Entertainment Awards              | Biên kịch xuất sắc nhất                             | Kim Myung-jung | Đoạt giải | [ 15 ] [ 16 ] |
| 2018 | 12th SBS Entertainment Awards              | Giải thưởng nam tân binh chương trình tạp kỹ        | Lee Sang-yoon  | Đoạt giải | [ 15 ] [ 16 ] |
| 2019 | Giải thưởng nghệ thuật Baeksang lần thứ 55 | Trình diễn xuất sắc nhất hạng mục show tạp kỹ- Nam  | Yang Se-hyung  | Đề cử     | [ 17 ] [ 18 ] |
| 2019 | 13th SBS Entertainment Awards              | Giải thưởng lớn (Daesang)                           | Lee Seung-gi   | Đề cử     | [ 17 ] [ 18 ] |
| 2019 | 13th SBS Entertainment Awards              | Giải Vinh dự                                        | Yang Se-hyung  | Đoạt giải | [ 17 ] [ 18 ] |
| 2019 | 13th SBS Entertainment Awards              | Giải thưởng xuất sắc nhất (Show tạp kỹ)             | Lee Sang-yoon  | Đoạt giải | [ 17 ] [ 18 ] |
| 2019 | 13th SBS Entertainment Awards              | Giải thưởng của các Nhà sản xuất                    | Lee Seung-gi   | Đoạt giải | [ 17 ] [ 18 ] |
| 2019 | 13th SBS Entertainment Awards              | Ngôi sao SNS                                        | Yook Sung-jae  | Đoạt giải | [ 17 ] [ 18 ] |
| 2019 | 13th SBS Entertainment Awards              | Teamwork xuất sắc nhất                              | Quản gia       | Đoạt giải | [ 17 ] [ 18 ] |
| 2020 | 14th SBS Entertainment Awards              | Giải thưởng lớn (Daesang)                           | Lee Seung-gi   | Đề cử     | [ 19 ]        |
| 2020 | 14th SBS Entertainment Awards              | Giải thưởng lớn (Daesang)                           | Yang Se-hyung  | Đề cử     | [ 19 ]        |
| 2020 | 14th SBS Entertainment Awards              | Ngôi sao nổi tiếng (OTT)                            | Lee Seung-gi   | Đoạt giải | [ 19 ]        |
| 2020 | 14th SBS Entertainment Awards              | Giải tân binh                                       | Cha Eun-woo    | Đoạt giải | [ 19 ]        |
| 2020 | 14th SBS Entertainment Awards              | Nghệ sĩ giải trí xuất sắc nhất                      | Shin Sung-rok  | Đoạt giải | [ 19 ]        |
| 2020 | 14th SBS Entertainment Awards              | Giải thưởng của các Nhà sản xuất                    | Yang Se-hyung  | Đoạt giải | [ 19 ]        |
| 2020 | 14th SBS Entertainment Awards              | Giải thưởng xuất sắc nhất (Show tạp kỹ)             | Kim Dong-hyun  | Đoạt giải | [ 19 ]        |
| 2021 | Giải thưởng nghệ thuật Beaksang lần thứ 57 | Trình diễn xuất sắc nhất hạng mục show tạp kĩ - Nam | Lee Seung-gi   | Đoạt giải | []11          |
| 2021 | 15th SBS Entertainment Awards              | Teamwork xuất sắc nhất                              | Quản gia       | Đoạt giải | [13]          |
| 2021 | 15th SBS Entertainment Awards              | Giải thưởng lớn (Daesang)                           | Lee Seung-gi   | Đề cử     | [13]          |
| 2021 | 15th SBS Entertainment Awards              | Giải thưởng lớn (Daesang)                           | Yang Se Hyung  | Đề cử     | [13]          |
| 2021 | 15th SBS Entertainment Awards              | Giải thưởng của các Nhà sản xuất                    | Lee Seung-gi   | Đoạt giải | [13]          |
| 2021 | 15th SBS Entertainment Awards              | Nghệ sĩ giải trí của năm                            | Lee Seung-gi   | Đoạt giải | [13]          |
| 2021 | 15th SBS Entertainment Awards              | Nghệ sĩ giải trí của năm                            | Yang Se Hyung  | Đoạt giải | [13]          |

## Liên quan
1. ↑  “[단독]"내년 아닌 올해…" '집사부일체' 31일 첫방송” (bằng tiếng Hàn). Truy cập ngày 13 tháng 8 năm 2018.
2. 1 2 3  “'집사부일체' 측 "김동현X차은우, 새 고정멤버로 합류"(공식입장)” (bằng tiếng Hàn). Truy cập ngày 21 tháng 4 năm 2020.
3. 1 2  “신성록, '집사부일체' 새 멤버… 1월 중 첫 등장”. NoCutNews. Truy cập ngày 29 tháng 12 năm 2019.
4. ↑  “'집사부일체' 측 "육성재·이상윤과 아름다운 작별...후임 미정"(공식)” (bằng tiếng Hàn). Truy cập ngày 18 tháng 2 năm 2020.
5. ↑  “'집사부일체' 측 "신성록·차은우 하차..본업 집중 하겠다는 뜻 존중"[공식 전문]” (bằng tiếng Hàn). Truy cập ngày 10 tháng 6 năm 2020.
6. ↑  “집사부일체' 측 "유수빈 새 제자로 합류, 7월 중 첫 등장"(공식)” (bằng tiếng Hàn). Truy cập ngày 28 tháng 6 năm 2021.
7. ↑  “MBC, 오늘(15일) '2018 아시안게임 축구예선' 중계…'이나리' '시간' 결방(공식)” (bằng tiếng Hàn). Truy cập ngày 21 tháng 8 năm 2018.
8. ↑  http://www.koreaherald.com/view.php?ud=20210429000951
9. ↑  news|url=https://entertain.naver.com/now/read?oid=311&aid=0001331401%7Cauthor=Ha Ji-won|title=집사부일체' 측 "펜싱 男 사브르 4인 출연…15일 방송" [공식입장]|work=Xports News|publisher=Naver|date=August 5, 2021|access-date=August 5, 2021|language=ko}}
10. ↑  Yoon Seong-yeol (5 tháng 8 năm 2021). “[단독]'양궁 남매' 안산·김제덕, '집사부일체' 뜬다..펜싱F4와 올림픽 특집”. Star News (bằng tiếng Hàn). Naver. Truy cập ngày 5 tháng 8 năm 2021.
11. ↑  https://www.scmp.com/magazines/style/news-trends/article/3166249/6-korean-tv-shows-cancelled-or-put-hold-due-covid-19-k
12. 1 2  “TNMS Daily Ratings: this links to current day-select the date from drop down menu”. TNMS (bằng tiếng Hàn). Lưu trữ bản gốc ngày 28 tháng 11 năm 2013. Truy cập ngày 12 tháng 10 năm 2017.
13. 1 2 3 4  “AGB Daily Ratings: this links to current day-select the date from drop down menu”. Nielsen Korea (bằng tiếng Hàn). Bản gốc lưu trữ ngày 13 tháng 5 năm 2017. Truy cập ngày 12 tháng 10 năm 2017.
14. ↑  “방탄소년단·감우성·박나래, 제45회 한국방송대상 수상 [공식입장]” (bằng tiếng Hàn). Truy cập ngày 27 tháng 8 năm 2018.
15. ↑  “[종합] 'SBS 연예대상' 이승기 대상…김종국♡홍진영 베스트커플상”. sports.donga.com (bằng tiếng Hàn). ngày 29 tháng 12 năm 2018. Truy cập ngày 29 tháng 12 năm 2018.
16. ↑  OSEN (ngày 29 tháng 12 năm 2018). “'반전의 대상' 받은 배우..올해의 프로그램 '미우새'(종합)[2018 SBS연예대상]”. mosen.mt.co.kr (bằng tiếng Hàn). Truy cập ngày 29 tháng 12 năm 2018.
17. ↑  “'SBS연예대상' 유재석, 대상+'런닝맨' 6관왕 싹쓸이…백종원 공로상[종합]”. TV리포트. Bản gốc lưu trữ ngày 28 tháng 12 năm 2019. Truy cập ngày 29 tháng 12 năm 2019.
18. ↑  “'런닝맨' 유재석, 4년 만에 SBS 연예대상 수상”. Chosun (bằng tiếng Hàn). ngày 29 tháng 12 năm 2019.
19. ↑  “Winners Of The 2020 SBS Entertainment Awards”. Soompi (bằng tiếng Anh). ngày 19 tháng 12 năm 2020. Truy cập ngày 21 tháng 12 năm 2020.

1. ↑  Xuất hiện với tư cách "Người lên kế hoạch MT"
2. ↑  Các Master thứ 34 là tất cả lính cứu hỏa tại Hàn Quốc, và 4 vị này này xuất hiện với tư cách là đại diện cho các Master
3. ↑  Xuất hiện với tư cách "Bạn đồng hành du lịch"
4. ↑  chị gáiNoh Sa-yeon
5. ↑  Xuất hiện với tư cách Bạn thân của các thành viên
6. ↑  Vận động viên thể dục dụng cụ
7. ↑  Chủ nhà không phải người đầu tiên của chương trình
8. ↑  Qua cuộc gọi video trong tập 174
9. ↑  Qua cuộc gọi video trong tập 175
10. ↑  Chỉ xuất hiện trong tập 175
11. ↑  Con gái của Lee Dong-gook
12. ↑  Trước đó từng xuất hiện với tư cách chủ nhà trong tập 150-151
13. ↑  Đã từng xuất hiện với tư cách chủ nhà trong tập 192
14. ↑  Từng xuất hiện với tư cách chủ nhà trong tập 139 và 174-175